# هربرت أولريش
هربرت أولريش (بالألمانية: Herbert Ulrich)‏ هو لاعب هوكي الجليد نمساوي، ولد في 14 سبتمبر 1921 في ترجينتس في التشيك، وتوفي في 23 مايو 2002 في باد ناوهايم في ألمانيا.

## وصلات خارجية
- هربرت أولريش على موقع EliteProspects.com (الإنجليزية)
- هربرت أولريش على موقع أوليمبيديا (الإنجليزية)